# Juventino Trigo Rey
Juventino José Trigo Rey, nacido en Fene en 1962, es un político gallego del BNG y alcalde de Fene.

## Trayectoria profesional y política
Fue aprendiz en Astano. Dirige una consultoría en Perlío. En las elecciones municipales de 2011 lideró la candidatura del BNG a la alcaldía de Fene y fue elegido concejal. En las elecciones municipales de 2015 volvió a liderar la candidatura del BNG y fue elegido alcalde con el apoyo del PSdeG-PSOE, Somos Fene y UE. El 6 de abril de 2018 prosperó una moción de censura propuesta por el PPdG que hizo recuperar el cargo a Gumersindo Galego Feal.
En las elecciones municipales de 2019 su candidatura obtuvo el mismo número de concejales que el PP, aunque la alcaldía quedó en manos de Gumersindo Galego, hasta que, por una moción de censura apoyada por el BNG, el PSdeG-PSOE y la UE el 7 de febrero de 2020, fue reelegido alcalde de Fene.